# Interbrand
Interbrand — підрозділ Omnicom Group, який займається консультуванням брендів, та спеціалізується на стратегії бренду, аналітиці бренду, оцінюванні бренду, корпоративному дизайні, цифровому управлінні брендом, дизайні пакування та неймінгом. Interbrand має 24 офіси у 17 країнах.

## Історія
Interbrand було засновано Джоном Мерфі, уродженцем Ессексу у Великій Британії. Інтерес до брендингового дизайну почався у нього під час роботи у відділі корпоративного планування та маркетингу в корпорації Dunlop. У 1974 р. Мерфі покинув Dunlop і разом з дружиною відкрив консалтингову компанію з неймінгу продуктів під назвою Novamark. У 1979 році Novamark відкрив офіс у Нью-Йорку під назвою Interbrand, що відображає зміну пропозицій компанії. Більше не зосереджуючись лише на найменуванні та реєстрації торгових марок, компанія тепер займалася більш активною стратегією та дизайном брендів.
Протягом 1970-х та 1980-х років були відкриті міжнародні представництва, включаючи Токіо та Франкфурт, Мілан, Лос-Анджелес та Мельбурн — усі вони пропонують повний спектр послуг з брендингу: оцінка бренду, розробка нового продукту, найменування, юридичний пошук та графічний дизайн. З 1987 по 1995 рік Майкл Біркін приєднався до Мерфі, очолюючи компанію як керівник групи.
У 1993 році Interbrand була придбана групою Omnicom, і протягом 90-х та 2000-х років розширила свої сервісні можливості, придбавши провідні консалтингові компанії з брендінгу у Великій Британії, Іспанії, Азіатсько-Тихоокеанському регіоні, Південній Америці, Німеччині та Південній Африці.

## Кращі світові бренди
Interbrand щорічно публікує звіт «Кращі світові бренди» (англ. Best Global Brands). У звіті визначено 100 найцінніших світових брендів. Interbrand була першою компанією, яка отримала сертифікацію ISO 10668. Для розробки звіту Interbrand вивчає три ключові аспекти, які сприяють цінності бренду:
- Фінансові показники фірмових товарів чи послуг
- Роль, яку бренд відіграє у впливі на вибір споживача
- Сила, якою бренд повинен керувати преміальною ціною або забезпечити прибуток для компанії

Методологія
Interbrand вдосконалив оцінку своєї марки по п'ятиступеневій методології економічної доданої вартості. За аналогічною методологією Interbrand оприлюднює щорічний рейтинг кращих світових брендів, який оцінює фінансові показники, роль та силу кожного бренду. Щорічний звіт "Кращі світові бренди [Архівовано 23 вересня 2015 у Wayback Machine.], " публікувався в BusinessWeek до 2009 року. У 2010 році Interbrand взяв на себе одноосібне авторство. Для того, щоб попасти в рейтинг, бренди повинні бути присутніми принаймні на трьох основних континентах і повинні мати широке географічне покриття на ринках, що розвиваються та ростуть. Тридцять відсотків доходів мають надходити з закордону, та не більше п'ятдесяти відсотків доходу повинні надходити з будь-якого одного континенту.
| Місце | Компанія      | Дохід млн.$ | Порівняно з 2017 роком |
| ----- | ------------- | ----------- | ---------------------- |
| 1     | Apple         | 214,480     | 16 %                   |
| 2     | Google        | 155,506     | 10 %                   |
| 3     | Amazon        | 100,764     | 56 %                   |
| 4     | Microsoft     | 92,715      | 16 %                   |
| 5     | Coca-Cola     | 66,341      | -5 %                   |
| 6     | Samsung       | 59,890      | 6 %                    |
| 7     | Toyota        | 53,404      | 6 %                    |
| 8     | Mercedes-Benz | 48,601      | 2 %                    |
| 9     | Facebook      | 45,168      | -6 %                   |
| 10    | McDonald's    | 43,417      | 5 %                    |

## Список клієнтів
Interbrand створив програми брендингу для компанії Wrigley, Xerox, Thomson Reuters, Microsoft, Nissan, Samsung, Google, HP, Pirelli та багато інших.
Також компанія розробила емблеми футбольних клубів «Ювентус», «Шахтар» (Донецьк), «Динамо» (Тбілісі) та «Рубін» (Казань).

## Interbrand та анексія Криму
Восени 2014 року, після анексії Криму Росією, лондонський центральний офіс не продовжив франшизу московському філіалу (ЗАТ «Бренд Девелопмент Сістемс») і російське представництво було закрите. З 2015 року російські бренди в глобальний рейтинг агентства Interbrand не входять.